# 巴凯科阿
巴凯科阿（西班牙語：Bacáicoa）是西班牙纳瓦拉的一个市镇。总面积12平方公里，总人口348人（2001年），人口密度29人/平方公里。